# Zottige Sumpfratten
Die Zottige Sumpfratten (Dasymys) sind eine Nagetiergattung aus der Gruppe der Altweltmäuse (Murinae). Je nach Systematik werden fünf bis neun Arten unterschieden.

## Allgemeines
Die Zottigen Sumpfratten sind stämmige, schwer gebaute Altweltmäuse. Sie erreichen eine Kopfrumpflänge von 11 bis 19 Zentimetern, wozu noch ein 10 bis 19 Zentimeter langer Schwanz kommt. Das Gewicht variiert zwischen 50 und 150 Gramm. Das Fell ist häufig, aber nicht immer lang und zottig, seine Färbung variiert von olivbraun bis dunkelgrau, die Unterseite ist meist weißlich oder hellbraun. Der nahezu unbehaarte Schwanz ist meist etwas kürzer als der Rumpf. Die Ohren sind klein und rundlich.
Diese Nagetiere sind in Afrika südlich der Sahara beheimatet, ihr Verbreitungsgebiet reicht von Senegal und Äthiopien bis Südafrika. Sie bewohnen meist feuchte Lebensräume wie Sümpfe oder Schilfgürtel, kommen manchmal aber auch in Wäldern oder Savannen vor. Sie sind vorwiegend nachtaktiv und halten sich zumeist am Boden auf – sie können gut schwimmen, aber nicht klettern. Sie bauen gewölbte Grasnester, die oft mit einem bis zu 2 Meter langen Erdbau verbunden sind. Die Zottigen Sumpfratten ernähren sich vorwiegend von Wasserpflanzen, in geringem Ausmaß nehmen sie auch Insekten zu sich.

## Systematik
Laut Wilson & Reeder (2005) nehmen die Zottigen Sumpfratten innerhalb der Altweltmäuse eine isolierte Position ein und werden darum in einer eigenen Gattungsgruppe, der Dasymys-Gruppe eingeordnet. Nach genetischen Untersuchungen von Lecompte et al. (2008) sind diese Tiere Teil einer vorwiegend afrikanischen Radiation der Altweltmäuse, zu der auch die Arvicanthis-Gruppe und andere gerechnet werden und die als Arvicanthini zusammengefasst werden. 
Die innere Systematik dieser Gattung ist umstritten. Wilson & Reeder (2005) listen folgende neun Arten:
- Die Allen-Wollhaarratte (Dasymys alleni) lebt in der südöstlichen Demokratischen Republik Kongo und im südwestlichen Tansania.
- Die Cabral-Wollhaarratte (Dasymys cabrali) kommt im Okavango-Becken im südlichen Afrika vor.
- Die Fox-Wollhaarratte (Dasymys foxi) ist im Jos-Plateau in Nigeria endemisch.
- Die Afrikanische Wollhaarratte (Dasymys incomtus) bewohnt das östliche und südliche Afrika.
- Die Berg-Wollhaarratte (Dasymys montanus) ist im Ruwenzori-Bergland in Uganda endemisch.
- Die Angolanische Wollhaarratte (Dasymys nudipes) lebt nur in Angola.
- Die Rote Wollhaarratte (Dasymys rufulus) kommt im westlichen Afrika von Senegal bis Nigeria vor.
- Die Ruanda-Wollhaarratte (Dasymys rwandae) bewohnt das Gebiet der Virunga-Vulkane in Ruanda.
- Die Tansania-Wollhaarratte (Dasymys sua) ist in Tansania endemisch.

Angaben zum Gefährdungsgrad sind schwierig, da die IUCN nur fünf Arten anerkennt. Sie listet D. montanus als „stark gefährdet“ (endangered).